# Tony Bennett: The Playground
Tony Bennett: The Playground è un album in studio del cantante statunitense Tony Bennett, pubblicato nel 1998.

## Tracce
1. The Playground (Alan Bergman, Marilyn Bergman, Bill Evans) – 3:36
2. Ac-Cent-Tchu-Ate the Positive (Harold Arlen, Johnny Mercer) – 2:37
3. Dat Dere (Oscar Brown, Bobby Timmons) – 3:17
4. Little Things (duetto con Elmo) (Joe Raposo) – 3:09
5. Put on a Happy Face (duetto con Rosie O'Donnell) (Lee Adams, Charles Strouse) – 3:01
6. Because We're Kids (Dr. Seuss, Friedrich Hollander) – 3:25
7. My Mom (Walter Donaldson) – 4:38
8. Swinging on a Star (Johnny Burke, Jimmy Van Heusen) – 2:04
9. Bein' Green (duetto con Kermit The Frog) (Raposo) – 2:41
10. Firefly (duetto con Kermit The Frog) (Cy Coleman, Carolyn Leigh) – 1:32
11. When You Wish Upon a Star (Leigh Harline, Ned Washington) – 2:58
12. (It's Only) A Paper Moon (Arlen, Yip Harburg, Billy Rose) – 2:49
13. The Inchworm (Frank Loesser) – 2:41
14. The Bare Necessities (Terry Gilkyson) – 2:09
15. Make the World Your Own (A. Bergman, M. Bergman, Michel Legrand) – 3:48
16. All God's Chillun Got Rhythm (Walter Jurmann, Gus Kahn, Bronislaw Kaper) – 2:10
17. It's Christmas in Herald Square – 3:25